# Ľubietovská Bukovina
Ľubietovská Bukovina (1194m n.p.m.) – szczyt w Karpatach Zachodnich, w grupie górskiej Polany w środkowej Słowacji.

## Położenie
Masyw Bukoviny stanowi część krawędzi kaldery dawnego stratowulkanu Polany. Sam szczyt leży w odległości ok. 300 m na północ od linii krawędzi kaldery, ok. 4,5 km w linii prostej na południowy wschód od wsi Strelníky w powiecie Bańska Bystrzyca.

## Charakterystyka
Z racji swego usytuowania w wysokim i relatywnie dość wyrównanym tu grzbiecie Ľubietovská Bukovina nie stanowi wyjątkowej dominanty otoczenia. Jej wierzchołek ma formę dość kształtnej, łagodnie zaokrąglonej i bezleśnej kopuły. Od wschodu podchodzi podeń dolina potoku Hutná, który ma tu swoje źródło, zaś od zachodu – dolina potoku Zolná, który również tu się rodzi. Od północy pod szczyt podchodzi dolinka jednego z lewobrzeżnych dopływów Hutnej. W kierunku południowym, ku wnętrzu kaldery, masyw Bukowiny opada dość stromym zboczem, mocno rozczłonkowanym przez liczne drobne cieki wodne zdążające do Hučavy.

## Geologia
Całą kalderę stratowulkanu budują wulkanity neogenu. Kopułę Bukoviny tworzą głównie andezyty.

## Turystyka
Szczyt i pokrywające go polany oferują doskonałe widoki we wszystkich kierunkach, zwłaszcza zaś ku północy.
Węzeł znakowanych szlaków turystycznych o nazwie Bukovina znajduje się na krawędzi kaldery, ok. 300 m na południe od szczytu. Krawędzią przebiega niebiesko  znakowany szlak turystyczny z Ponickej Huty do doliny Tri Vody. Przez szczyt dochodzi do niego  zielony szlak ze wsi Strelníky.